# حيد سيلان (الجميمة)

تعديل مصدري - تعديل

حيد سيلان هي إحدى قرى عزلة مسويا بمديرية الجميمة التابعة لمحافظة حجة، بلغ تعداد سكانها 160 نسمة حسب تعداد اليمن لعام 2004.